# ميخائيل ميرفي (موظف مدني)
ميخائيل ميرفي (بالإنجليزية: Michael Murphy)‏ هو موظف مدني نيوزيلندي، ولد في 1806، وتوفي في 14 أغسطس 1852.